# Georg David Anthon
Georg (George) David Anthon (født 1714, død 30. august 1781) var en tysk-dansk arkitekt.
Anthon var elev af og konduktør hos Nicolai Eigtved og blev 1748 udnævnt til lærer i geometri og arkitektur ved Kunstakademiet, som den gang var hjemhørende i enken Lüders' hus ved Gammel Strand. Hans årlige løn var 100 rigsdaler kurant.
I 1751 blev han kongelig bygningsinspektør, 1761 hofbygmester og inspektør over alle kongelige slotte.
Hans virksomhed som lærer ved akademiet varede ved til 1760; i 1759 søgte han om at blive medlem af Akademiet, men skønt dette fandt hans indsendte arbejde tilfredsstillende og "at han til fulde fortjente til akademisk Medlem at vorde optaget", tilkendegav det ham dog, "at denne Værdighed aldeles ikke kunde skikke sig med at være Informator". Anthon blev aldrig medlem af akademiet.
Han var en mådelig arkitekt og uden smag: han ville således nedrive både børstårnet og Rosenborg slots hovedtårn og erstatte dem med kuppelbygninger, hvad dog Harsdorff fik forhindret.
Anthon har bygget Christians Kirkes tårn, staldbygningen ved Frederiksberg Slot samt Nakkehoved Fyr og har desuden ombygget Bregentved. En kort tid, efter Eigtveds død, ledede han det hensygnende arbejde på Marmorkirken. Han udgav i 1759 en Anvisning til den civile Bygningskunst, som blev trykt i tre oplag.
Anthon døde 30. august 1781. Han havde 28. april 1755 ægtet Eigtveds datter Anne Margrethe og havde med hende en søn, Adam Gottlob, født 1756.